# Élection du Conseil de sécurité des Nations unies de 2017
La 73e élection du Conseil de sécurité des Nations unies a eu lieu le 2 juin 2017 pendant la 71e session de l’Assemblée générale des Nations unies au siège des Nations unies à New York. Cette élection consiste à renouveler cinq des dix sièges non permanents du Conseil, les nouveaux membres étant élus pour un mandat de deux ans commençant le 1er janvier 2018 et s'achevant le 31 décembre 2019. Les cinq sièges permanents, comme l'indique leur dénomination, ne sont pas concernés par cette élection. En plus de l'élection régulière, il y a le vote pour un 6e siège actuellement détenu par l'Italie qui va laisser son siège à la fin de l'année en vertu de l'accord d'alternance avec les Pays-Bas qui effectueront un mandat d'un an. Les sièges à renouveler sont :
- deux pour l'Afrique ;
- un pour l'Asie-Pacifique ;
- un pour l'Amérique latine et les Caraïbes ;
- un pour l'Europe orientale.

La Côte d'Ivoire et la Guinée équatoriale sont élues pour l'Afrique ; le Koweït représentera le groupe Asie-Pacifique et les pays arabes ; le Pérou l'Amérique latine et les Caraïbes. Les Pays-Bas se voient confirmer au siège tenu par l'Italie pour un mandat d'un an.

## Candidats

### Afrique
- Côte d'Ivoire[1]
- Guinée équatoriale

### Asie-Pacifique
- Koweït

### Europe orientale
- Pologne

### Amérique latine et Caraïbes
- Pérou

### Europe occidentale et autres États
- Pays-Bas

## Résultats

### Groupes Afrique et Asie-Pacifique
| Résultats des élections pour les groupes Afrique et Asie-Pacifique | Résultats des élections pour les groupes Afrique et Asie-Pacifique |
| ------------------------------------------------------------------ | ------------------------------------------------------------------ |
| Membres                                                            | 1er tour                                                           |
| Côte d'Ivoire                                                      | 189                                                                |
| Koweït                                                             | 188                                                                |
| Guinée équatoriale                                                 | 185                                                                |
| Maroc                                                              | 1                                                                  |
| Guinée                                                             | 1                                                                  |
| Abstentions                                                        | 0                                                                  |
| Majorité requise                                                   | 128                                                                |

### Groupe Amérique latine et Caraïbes
| Résultat de l'élection pour le groupe Amérique latine et Caraïbes | Résultat de l'élection pour le groupe Amérique latine et Caraïbes |
| ----------------------------------------------------------------- | ----------------------------------------------------------------- |
| Membres                                                           | 1er tour                                                          |
| Pérou                                                             | 186                                                               |
| Argentine                                                         | 1                                                                 |
| Abstentions                                                       | 5                                                                 |
| Majorité requise                                                  | 125                                                               |

### Groupe Europe orientale
| Résultats de l'élection pour le groupe Europe orientale | Résultats de l'élection pour le groupe Europe orientale |
| ------------------------------------------------------- | ------------------------------------------------------- |
| Membres                                                 | 1er tour                                                |
| Pologne                                                 | 190                                                     |
| Abstentions                                             | 2                                                       |
| majorité requise                                        | 127                                                     |

### Groupe Europe occidentale et autres États
| Résultats de l'élection pour le groupe Europe occidentale et autres États | Résultats de l'élection pour le groupe Europe occidentale et autres États |
| ------------------------------------------------------------------------- | ------------------------------------------------------------------------- |
| Membres                                                                   | 1er tour                                                                  |
| Pays-Bas                                                                  | 184                                                                       |
| Abstentions                                                               | 4                                                                         |
| Bulletins non valides                                                     | 4                                                                         |
| Majorité requise                                                          | 123                                                                       |